# Calle de Luis Vélez de Guevara

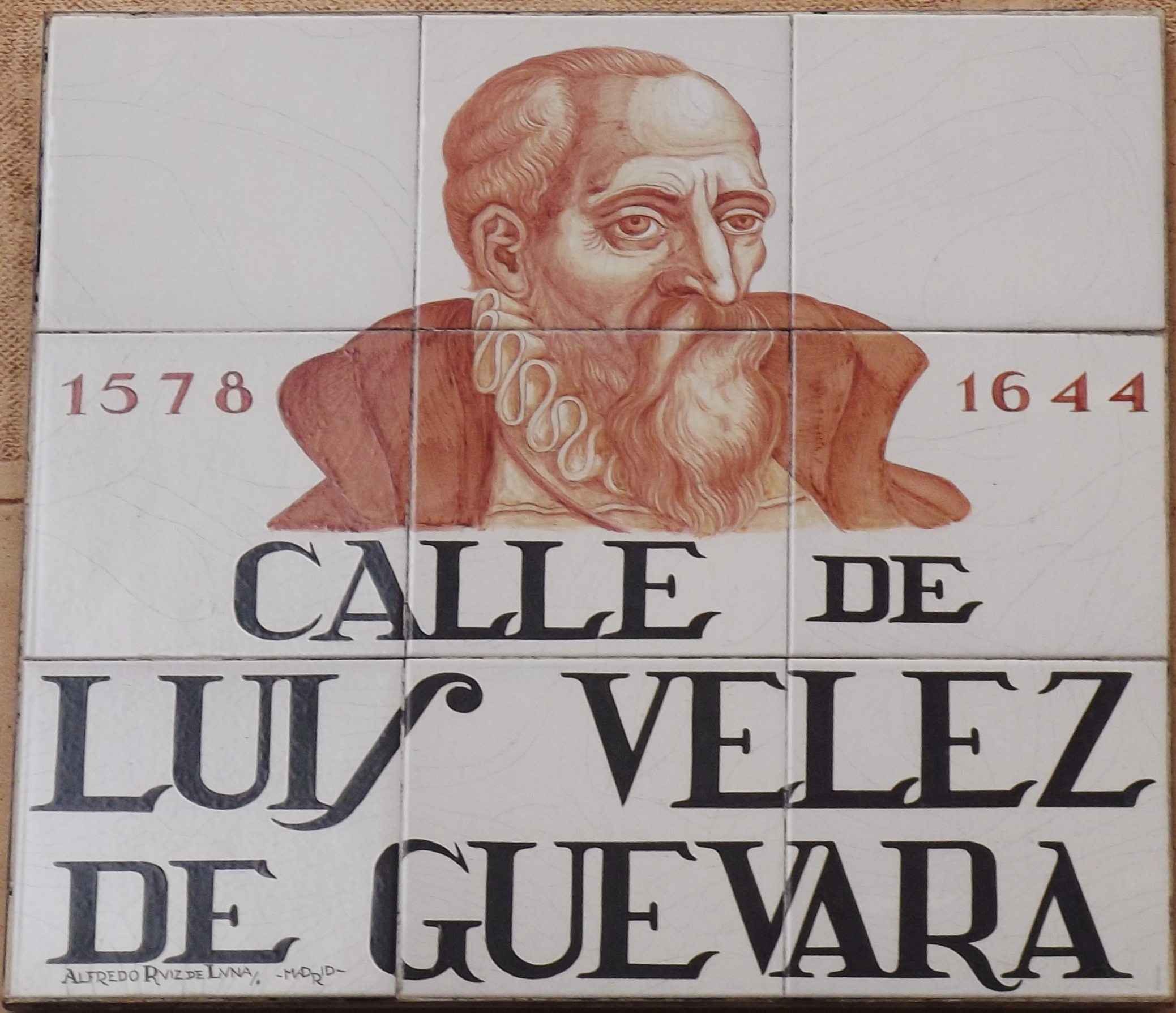
Placa de azulejos del callejero del Madrid histórico.

La calle de Luis Vélez de Guevara (antes calle de las Urosas) es una vía del distrito Centro en el Barrio de las Letras. Une la calle de Atocha con la de la Magdalena, en sentido norte-sur descendiendo en ligera pendiente hacia Lavapiés.

## Historia
Pedro de Répide la sitúa en el "barrio" de Cañizares del antiguo distrito del Congreso, y dependiente de la parroquia de San Sebastián. En el plano de Teixeira de 1656, figura como calle de las ‘Rosas’, aunque, en opinión de Hilario Peñasco de la Puente y Carlos Cambronero se trata de un error de rotulación al ilustrar el mapa. Nombrada calle de las Urosas, en el plano de Espinosa de 1769, a partir de 1903 recibió el nombre del escritor del Siglo de Oro español Luis Vélez de Guevara, conocido como autor de la novela picaresca El diablo cojuelo. Fue en esta calle, donde vivió y falleció el dramaturgo del Siglo de Oro.
En esta calle vive Arturo Barea durante su infancia en una buhardilla, según dice en La Forja de un rebelde, refiriéndose a ella como la calle de las Urosas. También según Barea, "Abajo están las cocheras donde hay más de cien coches de lujo y todos los caballos".

### El teatro del Instituto

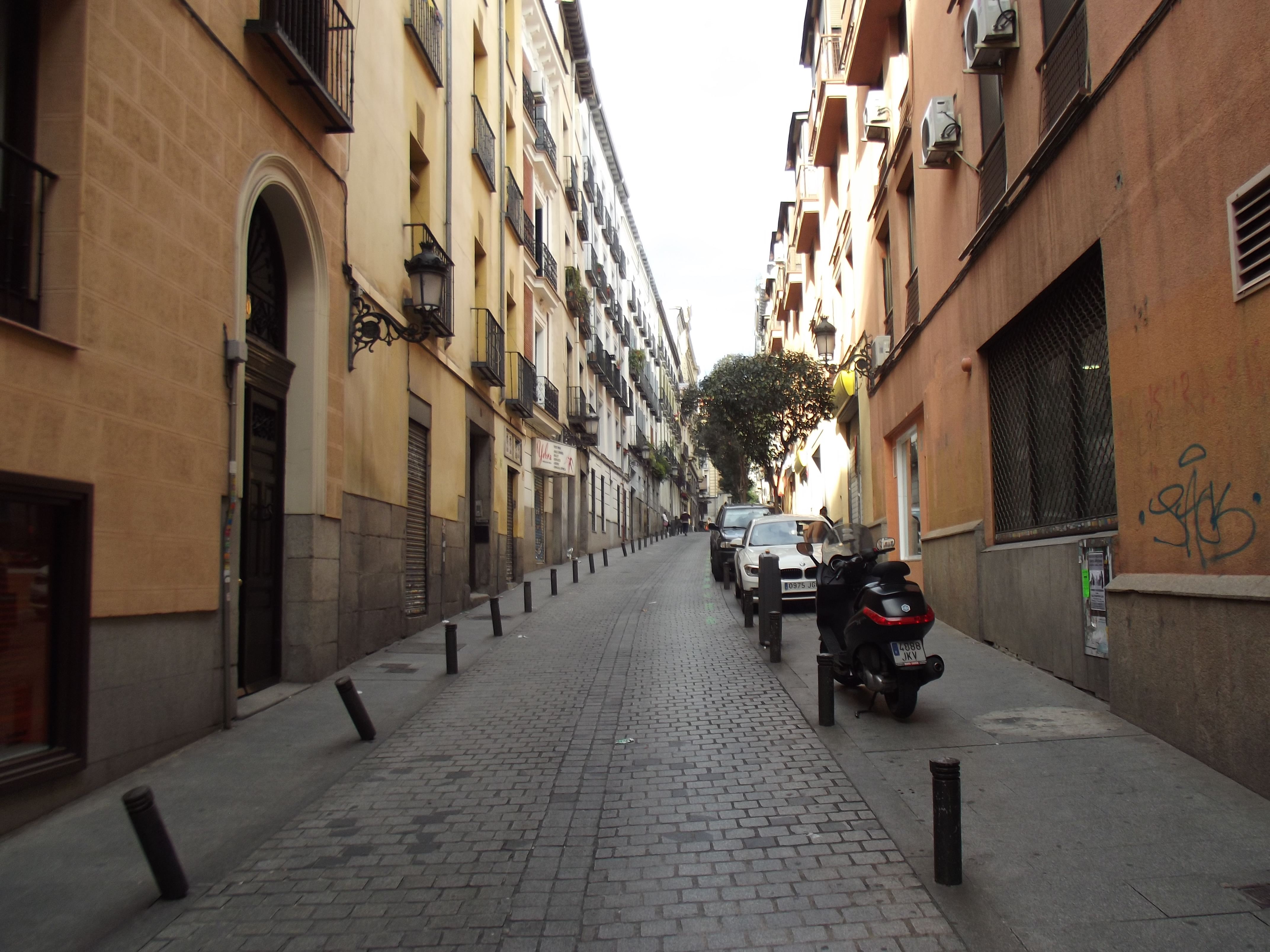
Vista de la calle en 2016

En el número 8 de esta calle se inauguró el 1 de noviembre de 1845, el teatro del Instituto Español, bautizado Teatro de la Comedia, con una representación a cargo de la compañía de Juan Lombía. El elegante local estaba decorado con frescos del pintor romántico Espalter. Su programación se ordenó siguiendo las pautas e “ideología artística” del costumbrismo romántico madrileño en la línea de los artículos costumbristas de la prensa de la primera mitad del siglo xix.